# Черепашки Ніндзя (мультсеріал, 2012)
Черепашки-ніндзя — американський мультсеріал телеканалу Nickelodeon. Вперше вийшов в ефір 29 вересня 2012 року в США. Через високий рейтинг перших двох серій (3.9 мільйона переглядів) 2 жовтня 2012 року Nickelodeon замовив другий сезон із 26 серій. З 2013 по 2017 року мультсеріал транслювався в Україні на каналі QTV. Спочатку було показано двічі перші 16 серій. З 21 вересня на QTV почали показувати останні серії першого сезону (17-26 серії). Закінчення показу першого сезону в Україні було 5-6 жовтня, проте в США кінець першого сезону був ще 8 серпня. В кінці листопада 2014 року почався показ другого сезону, який також вміщує в себе 26 серій.

## Сюжет
Одного разу було двоє друзів — Хамато Йоші і Ороку Сакі. І кохали вони одну прекрасну дівчину. Вона покохала Хамато Йоші, вони одружилися і народилася в них дівчинка Міва. Ороку Сакі не зміг це витерпіти і прагнув будь-що помститися Хамато Йоші. Він підпалив будинок колишнього друга і розпочав битву. В кінці Ороку Сакі програв, але він втік. Хамато Йоші гадав, що його дочка разом з дружиною згоріли в вогні, але насправді Ороку Сакі забрав Міву собі, назвав її Карай і виховав. Потім з Японії Хамато Йоші переїхав до Нью-Йорку де купив собі домашніх вихованців — чотирьох черепашок. Але на нього попав мутаген і під його впливом, Йоші перетворився на здоровенного щура, а черепашки виросли до величезних розмірів і знайшли людські риси і якості, а Хамато вони почали називати Сплінтером. Під землею, в трубах колектора, Сплінтер виростив їх як власних синів, навчивши дисципліні, філософії та бойовим мистецтвам — всьому тому, що допоможе їм вижити. І ось, 15 років потому, Черепашки ніндзя готові кинути виклик ворожим і повним небезпек вулицям Нюй-Йорку! Противники можуть бути куди більш загрозливими, ніж здаються, а піца — ще смачніше, ніж ти можеш собі уявити... Переконайся в цьому разом з героями — черепашками Леонардо, Донателло, Рафаелем і Мікеланджело.

## Озвучення
- Джейсон Біггс (1 сезон), Сет Грін (2-5 сезон) — Леонардо
- Роб Полсон — Донателло
- Шон Астін — Рафаель
- Грег Кайпс — Мікелянджело
- Хун Лі — Сплінтер
- Кевін Майкл Річардсон — Шреддер
- Мей Вітман — Ейпріл О'Ніл
- Філ Ламар — Бакстер Стокман
- Келлі Ху — Караї
- Джош Пек — Кейсі Джонс

## Українське багатоголосе закадрове озвучення
Мультсеріал озвучено на замовлення телеканалу «QTV».
- Ролі озвучували: Анатолій Зіновенко, Андрій Альохін, Олександр Погребняк, Наталя Задніпровська

## Список серій
| Сезон   | Серії # | Початок показу    | Кінець показу     |
| ------- | ------- | ----------------- | ----------------- |
| Сезон 1 | 26      | Вересень 29, 2012 | Серпень 8, 2013   |
| Сезон 2 | 26      | Жовтень 12, 2013  | Вересень 26, 2014 |
| Сезон 3 | 26      | Жовтень 4, 2014   | Вересень 27, 2015 |
| Сезон 4 | 26      | Жовтень 25, 2015  | Лютий 26, 2017    |
| Сезон 5 | 20      | Березень 19, 2017 | Листопад 12, 2017 |